# Episodi di Switch (seconda stagione)
La seconda stagione della serie televisiva Switch è stata trasmessa in anteprima negli Stati Uniti d'America dalla CBS tra il 21 settembre 1976 e il 3 aprile 1977.
| nº | Titolo originale                          | Titolo italiano | Prima TV USA      | Prima TV Italia |
| -- | ----------------------------------------- | --------------- | ----------------- | --------------- |
| 1  | Pirates of Tin Pan Alley                  |                 | 21 settembre 1976 |                 |
| 2  | The Twelfth Commandment                   |                 | 28 settembre 1976 |                 |
| 3  | Fleece of Snow                            |                 | 5 ottobre 1976    |                 |
| 4  | The Argonaut Special                      |                 | 12 ottobre 1976   |                 |
| 5  | The Things That Belong to Mickey Costello |                 | 19 ottobre 1976   |                 |
| 6  | Quicker Than the Eye                      |                 | 9 novembre 1976   |                 |
| 7  | Gaffing the Skim                          |                 | 16 novembre 1976  |                 |
| 8  | The Lady from Liechtenstein (Part 1)      |                 | 23 novembre 1976  |                 |
| 9  | The Lady from Liechtenstein (Part 2)      |                 | 30 novembre 1976  |                 |
| 10 | Switch-Hitter                             |                 | 7 dicembre 1976   |                 |
| 11 | Maggie's Hero                             |                 | 14 dicembre 1976  |                 |
| 12 | The 100,000 Ruble Rumble                  |                 | 21 dicembre 1976  |                 |
| 13 | Portraits of Death                        |                 | 4 gennaio 1977    |                 |
| 14 | The Snitch                                |                 | 16 gennaio 1977   |                 |
| 15 | Eyewitness                                |                 | 23 gennaio 1977   |                 |
| 16 | Camera Angles                             |                 | 30 gennaio 1977   |                 |
| 17 | Butterfly Mourning                        |                 | 6 febbraio 1977   |                 |
| 18 | The Four Horsemen                         |                 | 13 febbraio 1977  |                 |
| 19 | Eden's Gate                               |                 | 20 febbraio 1977  |                 |
| 20 | The Hemline Heist                         |                 | 27 febbraio 1977  |                 |
| 21 | Three for the Money                       |                 | 6 marzo 1977      |                 |
| 22 | Two on the Run                            |                 | 13 marzo 1977     |                 |
| 23 | Whatever Happened to Carol Harmony?       |                 | 27 marzo 1977     |                 |
| 24 | Heritage of Death                         |                 | 3 aprile 1977     |                 |